# La musica notturna delle strade di Madrid
Il quintetto per archi Op. 30 n. 6 in do maggiore (G 324), meglio noto come La musica notturna delle strade di Madrid, è un quintettino per strumenti a corde in do maggiore del compositore italiano Luigi Boccherini, composto nel 1780 circa.

## Storia
Il compositore italiano era affezionato all’Infante della corte spagnola, Luigi Antonio di Borbone-Spagna, fratello del re Carlo III. Avendo Luigi sposato una donna comune, re Carlo esiliò l’Infante dalla Corte madrilena e lo mandò al palazzo di Arenas de San Pedro, nella provincia di Avila. Luigi Boccherini, essendo un cortigiano di Luigi Antonio, si trasferì con l’Infante ad Arenas de San Pedro e lì, avendo molto più tempo libero per comporre, completò più di cento composizioni musicali, incluso il quintetto per archi Op. 30 n. 6.
La musica notturna delle strade di Madrid illustra la vivace vita notturna delle strade madrilene; il critico Jaume Tortella, riguardo a questa composizione, afferma che questa “sembra che guardi con nostalgia alla vivacità della capitale spagnola, richiamando il suono delle campane delle chiese della città che suonano per la preghiera della sera, le danze popolari dei giovani madrileni, i mendicanti ciechi che cantano le loro villas de rueda fino al segnale del coprifuoco da parte della guarnigione locale con la loro Ritirata".
La composizione era già famosa in Spagna quando Boccherini era ancora in vita; degli arrangiamenti della Ritirata, il movimento finale, furono incorporati dal compositore nel quintetto per chitarra n. 9 in do maggiore (G 453). Il quintetto venne poi pubblicato anni dopo la morte di Boccherini, dato che egli aveva detto in una lettera all'editore Ignace Pleyel che “la composizione fuori dalla Spagna sarebbe risultata inutile, pure ridicola, poiché il pubblico non avrebbe potuto capirne il significato e i musicisti non sarebbero riusciti a suonarlo nello stesso modo”.
Mentre Tortella interpreta l'opera di Boccherini come una rappresentazione programmatica della movida madrilena, il direttore Dick van Gasteren ritiene che l'opera debba essere soprattutto interpretata simbolicamente. Van Gasteren ha analizzato l'opera per analogia con l'iconografia e si è imbattuto in innumerevoli riferimenti alla politica, alla religione, alle arti visive, al teatro e all'amore. Ha mostrato che l'opera con la tecnica del soggetto cavato e altri simbolismi contiene riferimenti o è una serenata a un amore segreto, l'attrice Maria del Rosario soprannominata La Tirana.
Quando nella seconda metà del ventesimo secolo venne riscoperta la musica di Luigi Boccherini, la Ritirata divenne famosa perché Luciano Berio ne prese spunto per una composizione nella quale le quattro versioni pervenute (con leggere varianti) della Ritirata sono suonate contemporaneamente. Nonostante la sua natura un po’ scherzosa, come le canzoni popolari di Berio, questa interpretazione della Ritirata è interessante ed espande la composizione del Boccherini.
Nel 1975, il Quintetto Boccherini registrò un’interpretazione eccezionale della composizione, la quale nel 1976 vinse il Grand Prix du Disque, assegnato dall’Accademia Charles Cros.

## Struttura

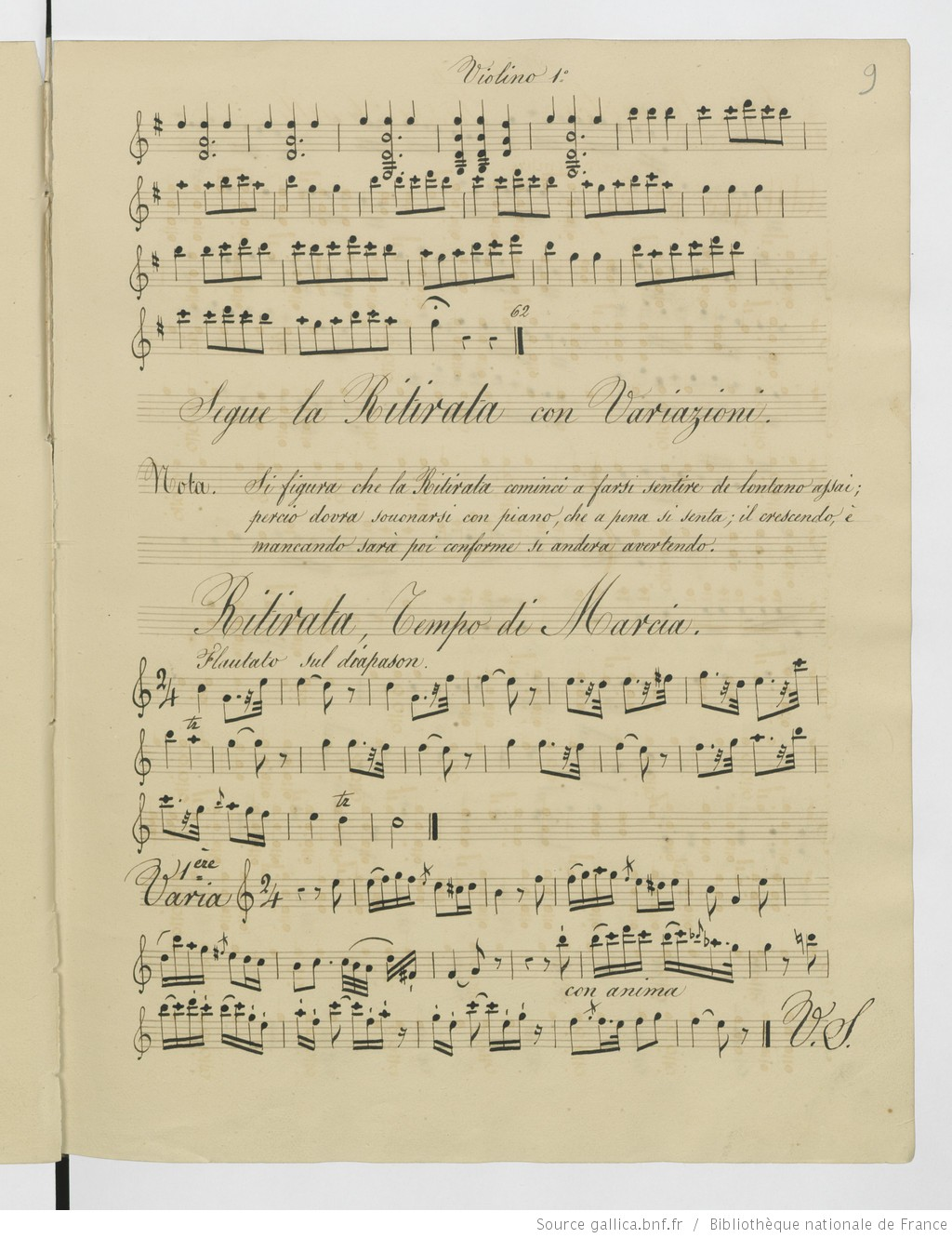
Manoscritto della "Ritirata".

“La Musica notturna delle strade di Madrid” comprende i seguenti sette movimenti:
1. "Le campane de l’Ave Maria": il movimento richiama (attraverso dei pizzicati) le campane di una chiesa che richiamano i fedeli per recitare l’Ave Maria.
2. "Il tamburo dei Soldati": il suono veloce dei violini richiama quello di un tamburo.
3. "Minuetto dei Ciechi": si tratta di un minuetto che rappresenta i mendicanti ciechi; Boccherini scrisse che, per suonare il movimento, i violoncellisti devono mettere il loro strumento tra le ginocchia e pizzicare con la mano posta al rovescio, come se stessero suonando una chitarra.
4. "Il Rosario" (Largo assai, allegro, largo come prima): quella del Rosario è una sezione lenta non suonata in tempo stretto. Il violoncello segue un registro grave, "tutto sulla terza corda imitando il fagotto".
5. "Passa Calle" (Allegro vivo): si tratta della Passacaglia dei cantanti di strada, noti come manolos, dei chiacchieroni di ceto inferiore; il movimento non è una passacaglia vera e propria ma comunque ne imita il canto. In spagnolo il termine pasacalle indica il “passare per la strada” mentre si canta per divertirsi.
6. "Il tamburo": breve ripresa del suono dei violini del secondo movimento.
7. "Ritirata" (Maestoso): si tratta della ritirata della guardia militare madrilena di vedetta: la pattuglia della guardia militare annuncia il coprifuoco e la vita notturna di Madrid si interrompe. Il tema è seguito da undici variazioni, le quali terminano con un "morendo".

## Strumentazione
La composizione del quintetto, di una durata di tredici minuti circa, richiede: 
- archi: 2 violini, 1 viola, 2 violoncelli

## Nella cultura di massa
La composizione è stata utilizzata in vari film, tra i quali Cruising (1980), Master & Commander - Sfida ai confini del mare (2003) e Sherlock Holmes ed il caso della calza di seta (2004). La Passa Calle inoltre venne suonata durante la cerimonia d'apertura dei Giochi della XXV Olimpiade a Barcellona.